# Silje Vige
Silje Vige Bergøy (Jørpeland, 24 maggio 1976) è una cantante norvegese.
Ha rappresentato la Norvegia all'Eurovision Song Contest 1993 con il brano Alle mine tankar.

## Biografia
Silje Vige è salita alla ribalta nel 1993 con la sua partecipazione al Melodi Grand Prix, il programma di selezione del rappresentante norvegese all'Eurovision Song Contest. Dopo essere stata eletta vincitrice con il suo inedito Alle mine tankar, ha cantato per il suo paese alla finale eurovisiva a Millstreet, piazzandosi al 5º posto su 25 partecipanti con 120 punti totalizzati.
La cantante ha successivamente conseguito un master in religione, teatro e musica folk all'Università del Telemark, per poi lavorare al teatro del centro culturale di Strand.

## Discografia

### Album in studio
- 1994 – Alle mine tankar
- 2006 – Eg Rodde På Spreng - Ifrå Hidle Te Heng

### Singoli
- 1993 – Alle mine tankar

## Trasmissioni televisive
- Eurovision Song Contest 1993, regia di Anita Notaro - speciale TV (1993)